# Препасков горски сокол
Препасковият горски сокол (Micrastur ruficollis) е вид птица от семейство Соколови (Falconidae).

## Разпространение и местообитание
Разпространен е в Аржентина, Белиз, Боливия, Бразилия, Венецуела, Гватемала, Гвиана, Еквадор, Колумбия, Коста Рика, Мексико, Никарагуа, Панама, Парагвай, Перу, Салвадор, Суринам, Френска Гвиана и Хондурас.